# Turana pankurla
Turana pankurla är en insektsart som beskrevs av Otte, D. och R.D. Alexander 1983. Turana pankurla ingår i släktet Turana och familjen syrsor. Inga underarter finns listade i Catalogue of Life.